# Heinrich Stürtz
Johann Heinrich Hubert Stürtz (* um 1812 in Aachen; † 1. Februar 1863 in Köln) war ein Preußischer Staatsanwalt und von 1848 bis 1850 Polizeidirektor und zugleich Landrat des Stadtkreises Aachen.

## Leben
Der Katholik Heinrich Stürtz war der Sohn des Gastwirts Johann Franz Heinrich Stürtz und der Christina Eleonora, geb. Beys. Nach dem Studium der Rechtswissenschaften, unter anderem an der Universität in Bonn, wo er 1830 Mitglied des Corps Rhenania wurde, trat er in den preußischen Justizdienst ein. Als inmitten der Revolution von 1848/1849 der Aachener Polizeidirektor Josef Guisez (5. Dezember 1848) starb, wechselte Stürtz aus seiner Stellung als Staatsprokurator in Simmern in den preußischen Verwaltungsdienst und übernahm kommissarisch die Verwaltung der Polizeidirektion und des mit dieser Stellung verbundenen Landratsamtes des Stadtkreises Aachen. Stürtz’ Wechsel von Simmern nach Aachen war 1849/1850 von massiven Protesten begleitet. In Simmern war er Vater eines unehelich gezeugten Kindes geworden. Die Bürgerschaft führte dabei Klage, dass das „Hurengewerbe“ einen Aufschwung genommen habe.
Mit der zunächst ebenfalls kommissarischen Übertragung der Aachener Ämter auf Franz Carl Hasslacher (1. Juli 1850) kehrte Stürtz in den Justizdienst zurück.  Nach den Einwohnerlisten der Stadt Trier von 1852 und 1855 war er in der fraglichen Zeit dort als Landgerichtsrat tätig.
Zuletzt war Stürtz als Appellationsgerichtsrat am Rheinischen Appellationsgerichtshof in Köln beschäftigt. Seit etwa 1856 war er mit Emma Rummel verheiratet.